# Симонівка (Сумський район)
Симоні́вка — село в Україні, у Садівській сільській громаді Сумського району Сумської області. Населення становить 197 осіб. До 2020 орган місцевого самоврядування — Великовільмівська сільська рада.

## Населення

### Мова
Розподіл населення за рідною мовою за даними перепису 2001 року:
| Мова       | Кількість | Відсоток |
| ---------- | --------- | -------- |
| українська | 193       | 97.97%   |
| російська  | 4         | 2.03%    |
| Усього     | 197       | 100%     |

## Географія
Село Симонівка лежить на автомобільній дорозі Н07, примикає до села Великі Вільми, за 1,5 км — зняте з обліку 1989 року с. Мазне.

## Історія
12 червня 2020 року, відповідно до Розпорядження Кабінету Міністрів України № 723-р «Про визначення адміністративних центрів та затвердження територій територіальних громад Сумської області» увійшло до складу Садівської сільської громади.
19 липня 2020 року, в результаті адміністративно-територіальної реформи та ліквідації Сумського району(1923—2020), село увійшло до складу новоутвореного Сумського району.

## Відомі люди
Завальний Ігор Юрійович — — український військовик, учасник російсько-української війни.